# Masayuki Ōta
Masayuki Ōta (jap. 太田 雅之, Ōta Masayuki; * 17. Juni 1973 in der Präfektur Tokio) ist ein ehemaliger japanischer Fußballspieler.

## Karriere
Ōta erlernte das Fußballspielen in der Schulmannschaft der Shichirigahama High School und der Universitätsmannschaft der Kokushikan-Universität. Seinen ersten Vertrag unterschrieb er 1996 bei den Montedio Yamagata. Der Verein spielte in der zweithöchsten Liga des Landes, der Japan Football League. Für den Verein absolvierte er 274 Spiele. Ende 2006 beendete er seine Karriere als Fußballspieler.